# Cnephasitis apodicta
Cnephasitis apodicta es una especie de polilla de la familia Tortricidae. Se encuentra en Birmania, Shanxi y China.

## Subespecies
- Cnephasitis apodicta apodicta (Birmania superior)
- Cnephasitis apodicta palaearctica Razowski, 1984 (China: Shanxi)[1]